# Palacio de Polentinos
El Palacio de Polentinos es un edificio de la ciudad española de Ávila, de estilo renacentista.

## Descripción

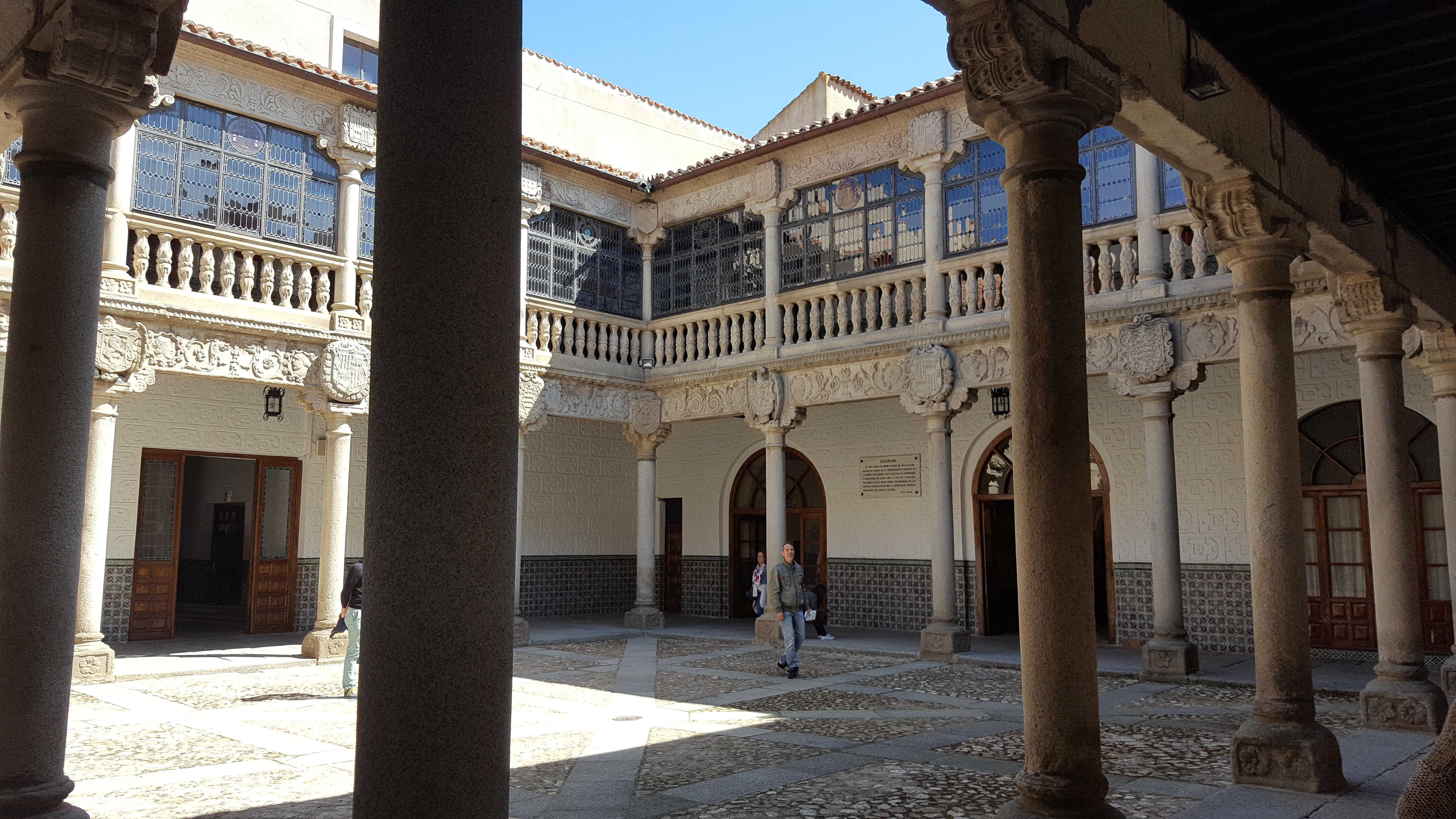
Patio interior

Situado en el interior del recinto amurallado de la ciudad de Ávila, forma parte de un conjunto de edificaciones que acogen un archivo y un museo del Ejército de Tierra. Fue mansión de los condes de Polentinos hasta finales del siglo XIX, en que fue adquirido por el Ayuntamiento de la ciudad. Fue levantado por la importante familia castellana de los Contreras, a quien perteneció hasta principios del siglo XVIII cuando María A. de Contreras y Santisteban, marquesa de Olivares, casó con Francisco J. de Colmenares y Fernández de Cordova, conde de Polentinos.
El edificio fue construido en los comienzos del siglo XVI, bajo las formas del estilo renacimiento, por unos artífices de la escuela de Vasco de la Zarza. Cabe destacar su portada cuyo trazado y riqueza decorativa la convierte en una de las más importantes de la ciudad, y el patio adintelado. 
El interior del edificio se desarrolla tipológicamente en torno a un patio cuadrado de esbeltas proporciones de dos alturas, con cinco columnas monolíticas, rematadas por zapatos y frisos adintelados con decoración plateresca de escudos y vegetales. Destaca la sala de homenajes con un importante artesonado con casetones y vigas de madera apoyados sobre ménsulas labradas. La parte posterior, hoy dedicada a aparcamiento del edificio, fue un bello jardín renacentista español.
Hasta 1993 fue sede de la Academia de Intendencia del Ejército de Tierra, sustituida por el Archivo General Militar de Ávila. Desde julio de 2011 también alberga el Museo de Intendencia.